# Jhansi
Jhansi este un oraș în India.